# Sbírka vozidel MHD Technického muzea v Brně

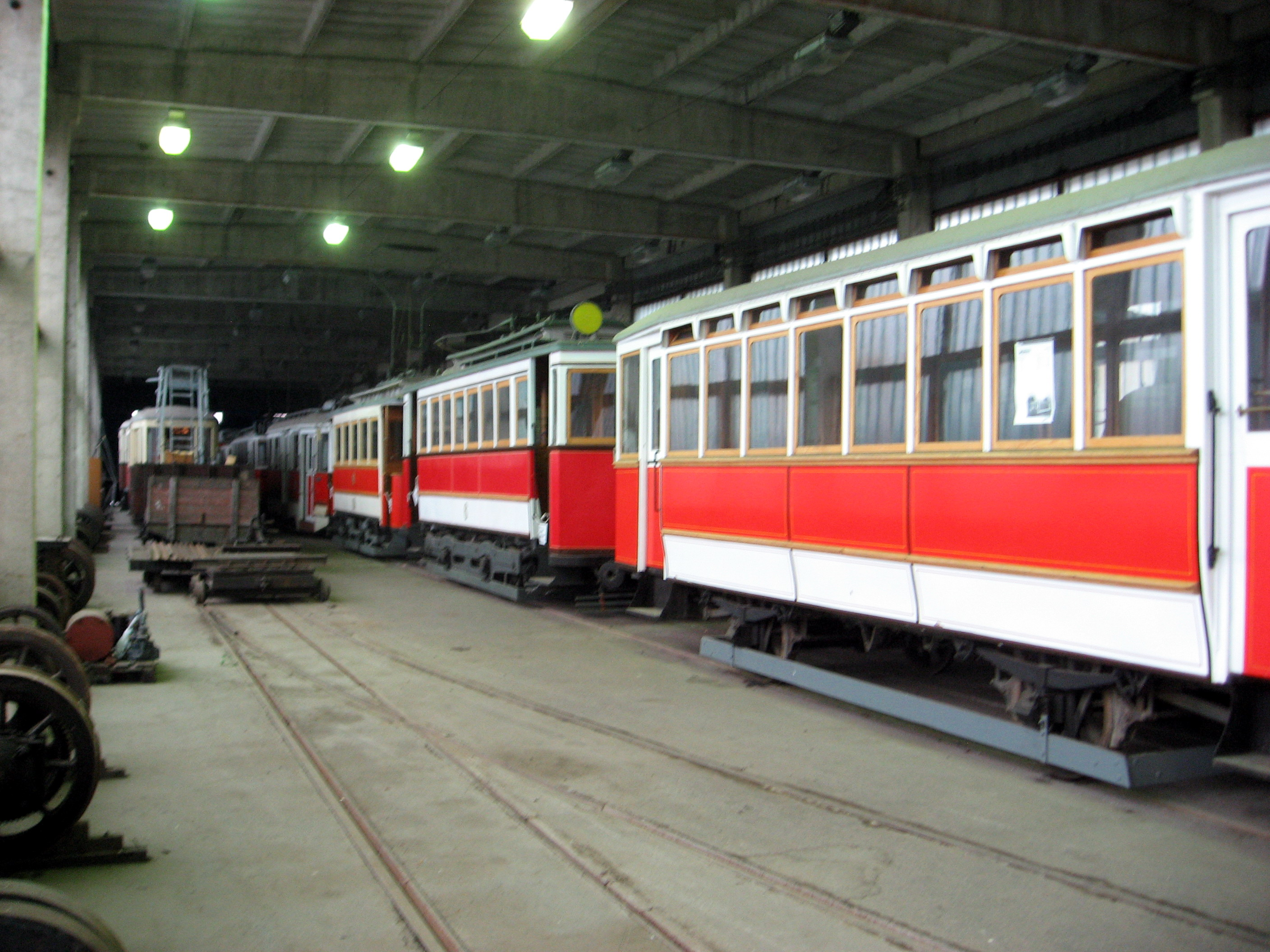
Historické tramvaje v depozitáři Technického muzea v Brně (TMB) v Brně-Líšni

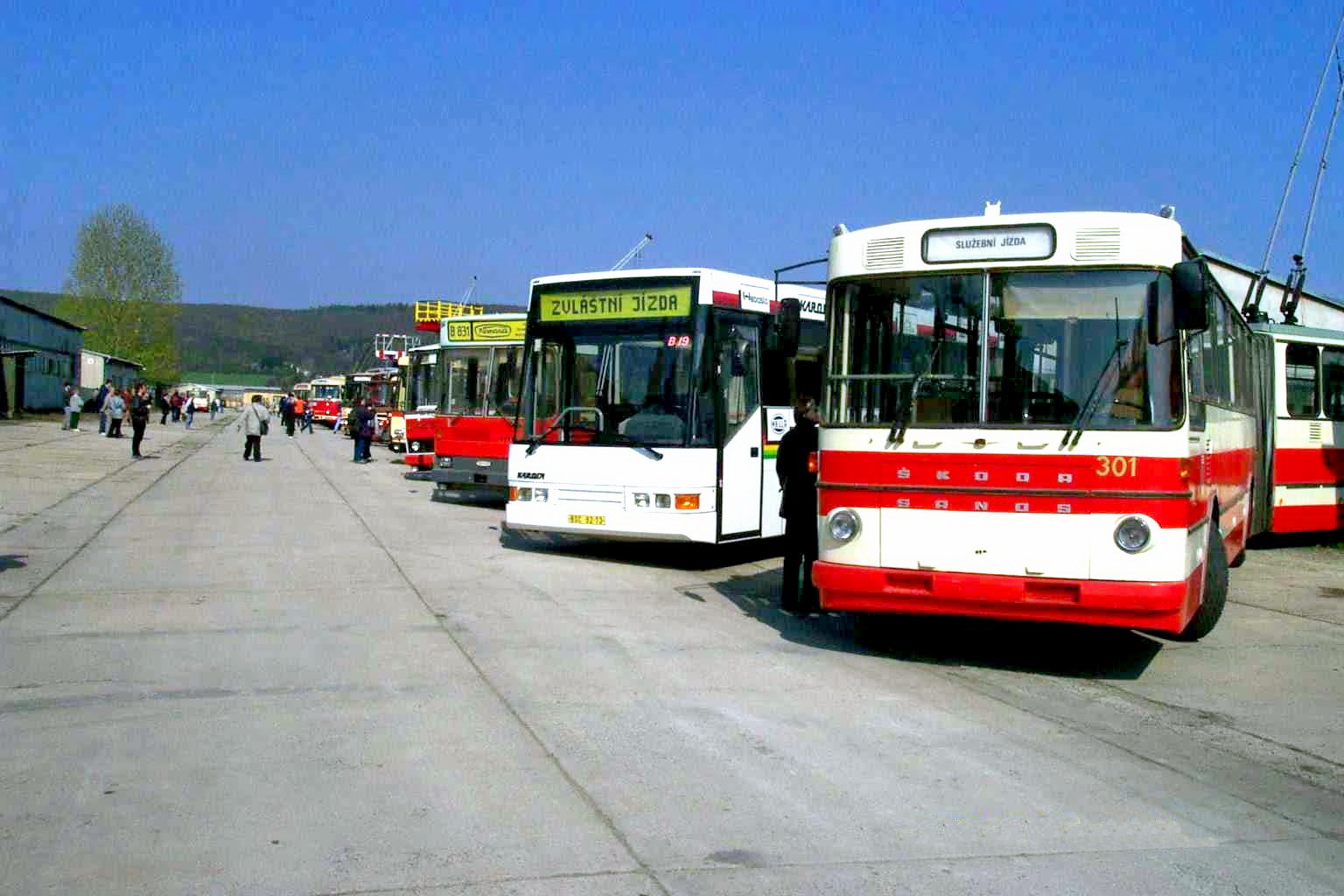
Vystavené trolejbusy a autobusy při dni otevřených dveří v depozitáři TMB v Brně-Řečkovicích

Technické muzeum v Brně vlastní od roku 1971 sbírku historických vozidel městské hromadné dopravy. Sbírka kolejových vozidel, převážně tramvají, je umístěna v „areálu MHD“, tedy v halách na konci zrušené části tramvajové trati do Líšně, v místě bývalé konečné zastávky v Brně-Líšni a je sezónně veřejně přístupná. Sbírka autobusů a trolejbusů byla v roce 2004 přemístěna do bývalých kasáren v Řečkovicích, vystavována je pouze příležitostně při dnech otevřených dveří. Silniční vozidla jsou rovněž využívána pro různé prezentační jízdy nejen po Brně, ale i po jiných městech Česka.

## Historie sbírky
Sbírka Technického muzea v Brně (TMB) byla založena v roce 1971 převzetím 12 renovovaných historických tramvají od Dopravního podniku města Brna (DPmB), v návaznosti na 100. výročí MHD v Brně v roce 1969. Společně s nimi převzalo TMB i parní tramvajovou lokomotivu „Caroline“, která byla od roku 1952 v majetku Městského muzea v Brně (nyní Muzeum města Brna). Zahájení prvních dokumentačních prací lze datovat již do roku 1970, v té době také vznikla sekce MHD Klubu přátel Technického muzea v Brně. Postupně přibývaly další vozy nejen z Brna, ale i ze zrušených úzkorozchodných drah na Ostravsku, a základní typy vozů z Prahy, Bratislavy, Ostravy, Jablonce nad Nisou, Olomouce, Košic a Trenčianské elektrické železnice. Sbírka kolejových vozidel je rozšiřována dodnes, naopak začátkem 21. století byly některé vozy (dvě bratislavské a jedna košická tramvaj) vráceny svým původním provozovatelům.
Kromě tramvajových a železničních vozidel jsou ve sbírce také silniční vozidla MHD – trolejbusy, autobusy, autobusové přívěsy a speciální vozidla. První trolejbusy byly do expozice zařazeny již v roce 1971 (brněnská 7Tr, plzeňská 6Tr), první autobus se ve sbírce objevil až v roce 1979 (brněnský „erťák“). I sekce silničních vozidel je neustále rozšiřována, v současnosti se již jedná o unikátní dochované vývojové řady trolejbusů Škoda a autobusů Karosa.

## Umístění sbírky
Historická vozidla TMB byla zpočátku deponována v trolejbusové (a bývalé tramvajové) vozovně Husovice. V roce 1973 převzalo TMB od DPmB nevyužívanou trať Stránská skála – Líšeň, protože výstavba výstavního areálu MHD byla naplánována do prostoru bývalého líšeňského nádraží. Stavba čtyř hal trvala od roku 1975 do první poloviny 80. let, přičemž exponáty umístěné v Husovicích (ale i nově renovované a zařazené vozy) sem byly přesouvány již ve druhé polovině 70. let. Trať na Stránskou skálu byla plánována jako předváděcí s tím, že jedna kolej bude normálního rozchodu (1435 mm) a druhá bude splítková s rozchody 1000 mm a 760 mm. Koleje o různých rozchodech se ale podařilo vybudovat pouze v areálu a v muzejních halách, k rekonstrukce tratě nikdy nedošlo (s výjimkou dvou silničních přejezdů v Líšni, kdy levá kolej směrem na Stránskou skálu obdržela již plánovanou splítku 1000 / 760 mm).
Muzeum (nyní pouze depozitář) bylo veřejnosti otevřeno v roce 1991 (vozidla zde umístěná však vyjížděla do města při různých příležitostech již od 70. let). Vzhledem k malé propagaci ale zájem návštěvníků klesal, až v roce 2004 došlo k uzavření depozitáře, který lze nyní navštívit pouze po předchozí telefonické domluvě. V současnosti je zde deponováno přes 60 kolejových vozidel z celého Česka (tramvaje, vlečné vozy, parní lokomotivy, speciální vozy).
Silniční vozidla byla rovněž umístěna v líšeňském areálu. V roce 2004 byly tyto vozy přesunuty do nově zakoupeného areálu bývalých kasáren v Brně-Řečkovicích, neboť jejich místo v Líšni zaujaly přístroje na vysoušení tiskovin (lyofilizační jednotka). Depozitář v Řečkovicích je veřejnosti přístupný pouze při dni otevřených dveří, který se každoročně od roku 2005 koná na konci dubna.
Trať ze Stránské skály, v letech 1995–2016 kulturní památka, byla od počátku 90. let nesjízdná, v souvislosti s oslavami 130 let MHD v Brně v červnu 1999 byly obnoveny renovační práce na vozidlech a na čas byla provizorně opravena tramvajová trať, což umožnilo účast historických vozidel ze sbírek na oslavách v Brně a od 1. května 1999 i provoz nostalgické tramvajové linky 130 (v letech 2000 a 2001 linka č. 100). Od roku 2002 je trať definitivně nesjízdná (podemleté úseky, ukradené trolejové vedení a posléze i velká část kolejnic), takže tramvaje jsou uvězněny v líšeňském areálu. Výjimkou jsou vůz koněspřežné dráhy č. 6 a souprava parní tramvaje (parní lokomotiva „Caroline“ + vlečný vůz č. 25 + nákladní vůz No 1), které byly v roce 2005 převezeny na silničním trajleru do vozovny Medlánky a mohou tak být využívány při různých příležitostech ve městě. V květnu 2009 byly stejným způsobem přemístěny do Medlánek kvůli výročí 140 let MHD v Brně (přehlídka současných i historických vozidel v centru města a veřejné jízdy historických vozů) další tramvaje: motorové vozy č. 10, 52 a 126 a vlečné vozy 205, 263 a 301. V březnu 2011 byly zpět do Líšně převezeny vozy č. 10, 263 a 126+301, kvůli nedostatku prostor ve vozovně je v červnu 2012 následovala souprava č. 52+205 a souprava parní tramvaje „Caroline“ + nákladní vůz No 1 + vlečný vůz č. 25. V Medlánkách tak zůstal pouze vůz koňky, tramvaj T3M č. 1594 a vůz č. 99. Později se do medláneckého areálu vrátila souprava parní tramvaje. Všechny tyto vozy jsou využívány při prezentačních akcích muzea (obvykle při červnové Dopravní nostalgii).

## Vozidla ve sbírce

### Tramvaje a jiná kolejová vozidla
Základ sbírky vozidel MHD tvoří téměř kompletní řada brněnských tramvají. Od každého základního typu je zachováno jedno vozidlo, několik málo řad se však nepodařilo zachránit. Jedná se například o vozy první brněnské koněspřežné tramvaje (1869–1874), unikátní prototyp vozu č. 150, který byl postaven ve vlastních dílnách ve 30. letech 20. století, či elektrickou lokomotivu (čtyři kusy sloužily v nákladní dopravě mezi lety 1909 a 1967).
Sbírku kolejových vozidel doplňují tramvaje z jiných měst, cenná (i když neúplná) je především kolekce vozidel, která byla provozována na úzkorozchodných drahách na Ostravsku.

#### Brno
| Snímek | Typ                                        | Ev. č. | Rok výroby | Historický od | Galerie                                                               | Poznámky |
| ------ | ------------------------------------------ | ------ | ---------- | ------------- | --------------------------------------------------------------------- | --- |
|        | letní vlečný vůz koňky                     | 6      | 1876       | 1975          | Kategorie „Tram trailer 6 (Brno)“ na Wikimedia Commons                | Vlečný vůz od neznámého výrobce. Provozován s číslem 6 v letech 1876–1880 v rámci koněspřežné dráhy a následně jako vlečný vůz parní tramvaje (1884 až 1900). 1903 převzat do provozu elektrické dráhy, jezdil s číslem 96, od roku 1920 s číslem 196. Vyřazen 1929, poté zahradní chata v Jundrově. 1975 renovován na historický vůz s využitím pojezdu z původního vozu koňky č. 2. Jedná se o nejstarší zachované vozidlo MHD v Česku. |
|        | vlečný vůz parní tramvaje                  | 79     | 1884       | 1971          | Kategorie „Tram trailer 79 (Brno)“ na Wikimedia Commons               | Výrobce: Grazer Waggon- & Maschinen-Fabriks-Aktiengesellschaft. V provozu 1884 až 1900 v soupravách parní tramvaje jako vůz č. 17. 1901 převzat elektrickou dráhou, v provozu s číslem 79, 1920 přečíslován na ev. č. 179. Odstaven 1963, o rok později předán TMB. Zpět do DPmB 1968, renovován 1969 do stavu ze začátku 20. století (tedy do podoby, ve které jezdil v soupravách elektrických tramvají, včetně příslušného evidenčního čísla), 1971 předán TMB. |
|        | parní tramvajová lokomotiva                | 10     | 1889       | 1971          | Kategorie „Tram locomotive 10 Caroline (Brno)“ na Wikimedia Commons   | Parní tramvajová lokomotiva „Caroline“, výrobce: Krauss Linz. Jediná třínápravová parní tramvajová lokomotiva v Brně, určena především pro nákladní provoz. Po elektrifikaci brněnské tramvajové sítě v roce 1900 obsluhovala vlečky do roku 1914. 1915 odkoupena Vojenským stavebním dozorem, 1920 lokomotivu převzala Zbrojovka Brno, která ji využívala nejprve na pouličních vlečkách, od roku 1926 na železniční vlečce. 1943 převedena do dopravního podniku, využívána na vlečkách na černovickém nádraží. Od 1944 záložní vozidlo v pisárecké vozovně pro případ výpadků proudu, po osvobození využívána pro obnovu tratí a provizorně též pro tažení osobních vozů. 1947 vrácena Zbrojovce. 1952 předána do Městského muzea v Brně, 1969 renovována DPmB, 1971 předána TMB. |
|        | letní vlečný vůz parní tramvaje            | 25     | 1890       | 1971          | Kategorie „Tram trailer 25 (Brno)“ na Wikimedia Commons               | Výrobce: Grazer Waggon- & Maschinen-Fabriks-Aktiengesellschaft. Jezdil v letech 1890 až 1900 v soupravách parní tramvaje jako ev. č. 25, od 1901 jako vlečný vůz elektrické tramvaje s ev. č. 87, 1920 přečíslován na č. 187. Vyřazen 1958, renovován 1969 DPmB, skříň vyzvednuta v JZD Žerůtky, pojezd z vlečného vozu parní tramvaje č. 18, 1971 předán do TMB. Po nehodě v roce 2010 převezen do KOS Krnov, zde 2011–2012 celkově zrekonstruován do věrné historické podoby. |
|        | nákladní vlečný vůz s bočnicemi            | N° 1   | 1897       | 1971          | Kategorie „Freight wagon 1 (Brno)“ na Wikimedia Commons               | Výrobce: Královopolská strojírna. Zpočátku (do roku 1900) jezdil s číslem Jn 3, poté byl označen jako N° 1, od 30. let 20. století jako N° 5. Vyřazen byl v 60. letech, do TMB předán 1971, poté rekonstruován, jezdí v soupravě parní tramvaje. |
|        | motorový vůz Graz série 1–41               | 10     | 1899       | 1971          | Kategorie „Tram 10 (Brno)“ na Wikimedia Commons                       | Výrobce: Grazer Waggon- & Maschinen-Fabriks-Aktiengesellschaft/OeUEG Wien. Zařazen do provozu 1900, 1930 přeřazen mezi služební vozidla jako brousicí vůz. Od 1950 ev. č. 503, od 1964 ev. č. 803, od 1969 ev. č. 4030, vyřazen 1970, rekonstruován na historický vůz 1971. |
|        | vlečný vůz Graz série 60–71                | 61     | 1899       | 1983          | Kategorie „Tram trailer 61 (Brno)“ na Wikimedia Commons               | Výrobce: Grazer Waggon- & Maschinen-Fabriks-Aktiengesellschaft. Do soupravy s vozem č. 10. V Brně v provozu od 1900, 1920 přečíslován na ev. č. 161, vyřazen 1956, poté zahradní chata v Králově Poli. Renovován 1982, 1983 zařazen do sbírek. |
|        | motorový vůz KPS série 1–5                 | 1      | 1903       | 1971          | Kategorie „Tram 1 (Brno)“ na Wikimedia Commons                        | Výrobce: Královopolská strojírna/OeUEG Wien. V provozu 1903 až 1930, poté do 1940 pojízdná prodejna, následně zařazen zpět do osobní přepravy. 1945 přeřazen mezi služební vozy jako ev. č. 500, 1963 odstaven, 1966 předán TMB. 1968 předán zpět DPmB a 1969 renovován. 1971 definitivně předán do TMB. |
|        | motorový vůz KPS série 6–7                 | 6      | 1904       | 1971          | Kategorie „Tram 6 (Brno)“ na Wikimedia Commons                        | Výrobce: Královopolská strojírna/OeUEG Wien. V provozu 1904 až 1930, poté do r. 1940 služební vůz, následně zařazen zpět do osobní přepravy. 1950 přečíslován na ev. č. 3, vyřazen 1954. Renovován 1969 DPmB s využitím podvozku z motorového vozu ev. č. 5, 1971 předán do TMB. |
|        | motorový vůz Graz série 50–55              | 52     | 1911       | 1973          | Kategorie „Tram 52 (Brno)“ na Wikimedia Commons                       | Výrobce: Grazer Waggon- & Maschinen-Fabriks-Aktiengesellschaft/AEG-Union Wien. Do provozu zařazen v roce 1912, roku 1950 přečíslován na ev. č. 13, 1964 přeřazen mezi služební vozy jako ev. č. 817, vyřazen 1967. Rekonstruován 1973 s využitím náprav a trakčních motorů z kropicího vozu ev. č. 1. |
|        | motorový vůz řady CMg série 1600–1609      | 57     | 1913       | 1971          | Kategorie „Tram 57 (Brno)“ na Wikimedia Commons                       | Výrobce: vagónka Studénka/AEG-Union Wien. Vyroben pro dráhu Bratislava–Vídeň, kde jezdil s číslem 1603. Do Brna předán 1915, v roce 1950 přečíslován na ev. č. 15, 1964 přeřazen mezi služební vozy jako ev. č. 815, vyřazen 1967. Renovován 1969 DPmB, 1971 předán do TMB. |
|        | vlečný vůz m                               | 205    | 1920       | 1973          | Kategorie „Tram trailer 205 (Brno)“ na Wikimedia Commons              | Výrobce: vagónka Studénka. Vyroben původně pro Vídeň, kam ale nebyl dodán. V Brně v provozu od 1920 do 1966, poté odstaven. 1973 rekonstruován na historický s použitím podvozku z ostravského vlečného vozu ev. č. 173. |
|        | motorový vůz Graz série 59–73              | 72     | 1921       | 1971          | Kategorie „Tram 72 (Brno)“ na Wikimedia Commons                       | Výrobce: Grazer Waggon- & Maschinen-Fabriks-Aktiengesellschaft/AEG-Union Wien. V provozu od 1921, v roce 1950 přečíslován na ev. č. 32, 1963 přeřazen mezi služební vozy jako ev. č. 812, vyřazen 1968. Renovován 1969 DPmB, 1971 předán do TMB. |
|        | motorový vůz KPS série 74–103              | 81     | 1926       | 1971          | Kategorie „Tram 81 (Brno)“ na Wikimedia Commons                       | Výrobce: Královopolská strojírna/Bartelmus & Donát. V provozu od 1926, 1950 přečíslován na ev. č. 40, vyřazen 1968. Renovován 1969 DPmB, 1971 předán do TMB. |
|        | vlečný vůz Ringhoffer série 211–230        | 214    | 1926       | 1971          | Kategorie „Tram trailer 214 (Brno)“ na Wikimedia Commons              | Výrobce: Ringhofferovy závody. V provozu od 1926 do 1969, kdy byl renovován DPmB, 1971 předán do TMB. |
|        | Kropicí vozy KPS série 1–3                 | 3      | 1928       | 1974          | Kategorie „Street sprinkler tram 3 (Brno)“ na Wikimedia Commons       | Výrobce: Královopolská strojírna/AEG-Union Wien. Jeden ze tří kropicích vozů dodaných do Brna ve 20. letech 20. století, výrobcem kropicího zařízení byla královopolská firma Hrček a Neugebauer. Provozován od 1928 do 1971, od roku 1969 s ev. č. 4032. 1974 předán do TMB, dosud nerekonstruován. |
|        | motorový vůz pro čištění kolejových žlábků | -      | 1928       | 1974          | Kategorie „Tram for rail groove cleaning (Brno)“ na Wikimedia Commons | Výrobce: VIA Berlin/Škoda. V provozu od 1928 do začátku 70. let 20. století. 1974 předán do TMB, dosud nerekonstruován. |
|        | jednosměrný vlečný vůz KPS série 261–280   | 263    | 1939       | 1973          | Kategorie „Tram trailer 263 (Brno)“ na Wikimedia Commons              | Výrobce: Královopolská strojírna. V provozu 1939 až 1970, 1973 renovován a předán do TMB. |
|        | motorový vůz KPS/SBEPD série 140–141       | 99     | 1941       | 1976          | Kategorie „Tram 99 (Brno)“ na Wikimedia Commons                       | Výrobce: Královopolská strojírna/Škoda. V provozu 1941–1970, do roku 1950 s ev. č. 140. V letech 1970–1976 v Praze, využit pro filmové účely. Poté v TMB jako služební. Od roku 2006 dlouhodobě zapůjčen DPMB, Po kompletní renovaci v roce 2006 dlouhodobě zapůjčen DPMB, který jej využívá na historické lince. |
|        | motorový vůz KPS série 400–405             | 405    | 1946       | 1971          | Kategorie „Tram 405 (Brno)“ na Wikimedia Commons                      | Výrobce: Královopolská strojírna/Škoda-Siemens. V provozu od 1946 do 1968, 1950 přečíslován na ev. č. 116. 1969 renovován DPmB, 1971 předán do TMB. |
|        | jednosměrný vlečný vůz KPS série 281–296   | 296    | 1948       | 1971          | Kategorie „Tram trailer 296 (Brno)“ na Wikimedia Commons              | Výrobce: Královopolská strojírna. V provozu 1948–1969. Renovován 1969 DPmB, 1971 předán do TMB. |
|        | 4MT                                        | 126    | 1950       | 1974          | Kategorie „Tram 126 (Brno)“ na Wikimedia Commons                      | Jednosměrný motorový vůz 4MT, Výrobce: Královopolská strojírna/Škoda. Přezdívka „plecháč“. V provozu od 1950, 1969 přečíslován na ev. č. 1126, vyřazen 1974, kdy byl předán do TMB. Renovován 1982–1983. |
|        | jednosměrný vlečný vůz KPS série 297–326   | 301    | 1950       | 1974          | Kategorie „Tram trailer 301 (Brno)“ na Wikimedia Commons              | Výrobce: Královopolská strojírna. Do soupravy k „plecháči“ č. 126. Provozován 1950–1974, od 1969 s číslem 1301. 1974 předán do TMB, renovován 1985–1986. |
|        | Tatra T2                                   | 473    | 1961       | 1988          |                                                                       | Výrobce: Tatra Smíchov/ČKD Trakce. V provozu od 1961, 1969 přečíslován na ev. č. 1473. 1985 převeden mezi služební vozy a administrativně označen ev. č. 4110 (fyzicky však toto číslo nenesl). Vyřazen 1988 a předán do TMB, dosud nerekonstruován. |
|        | Tatra T3                                   | 4101   | 1963       | 2008          | Kategorie „Tram 4101 (Brno)“ na Wikimedia Commons                     | Výrobce: ČKD Tatra Smíchov/ČKD Trakce. Cvičný (školní) vůz. V běžném osobním provozu od 1964 s ev. č. 501, od 1969 s č. 1501. 1977 přestavěn na cvičnou tramvaj ev. č. 4101. V 80. letech vůz odstaven, v letech 1993 a 1994 rekonstruován a opětovně zprovozněn. Odstaven 2006, 2008 předán do TMB. V posledním provozním stavu. |
|        | Tatra T3                                   | 1521   | 1966       | 1997          |                                                                       | Výrobce: ČKD Tatra Smíchov/ČKD Trakce. Provozován od 1966 s ev. č. 521, 1969 přečíslován na č. 1521, vyřazen 1997 a předán do TMB. Dosud nerekonstruován. |
|        | motorový brousicí vůz                      | 4033   | 1969       | 2001          | Kategorie „Tram 4033 (Brno)“ na Wikimedia Commons                     | Výrobce: Schörling Hannover/Škoda. V provozu od 1970, v roce 2001 předán do TMB. |
|        | Tatra T3M                                  | 1594   | 1972       | 2012          | Kategorie „Tram 1594 (modernized, Brno)“ na Wikimedia Commons         | Výrobce: ČKD Tatra Smíchov/ČKD Trakce. Provozován v letech 1972–2012, v roce 1981 modernizace na T3M. TMB prodán 2012. 2013–2014 renovace. |
|        | Tatra K2                                   | 1095   | 1977       | 2005          | Kategorie „Tram 1095 (Brno)“ na Wikimedia Commons                     | Výrobce: ČKD Tatra Smíchov/ČKD Trakce. Dvoučlánkový (kloubový) vůz. V provozu od 1977, odstaven 2004, do TMB předán 2005. V posledním provozním stavu. |
|        | Tatra RT6N1                                | 1803   | 1996       | 2018          | Kategorie „Tram 1803 (Brno)“ na Wikimedia Commons                     | Výrobce: ČKD Tatra/ČKD Trakce. Tříčlánkový (kloubový) částečně nízkopodlažní vůz. S přestávkami ve zkušebním provozu v letech 1997–2003, poté odstaven. V provozu opět 2009–2015, poté odstaven. TMB zakoupen 2018. V posledním provozním stavu. |

##### Místní dráha Brno – Líšeň
| Snímek | Typ   | Ev. č. (označení) | Rok výroby | Historický od | Poznámky |
| ------ | ----- | ----------------- | ---------- | ------------- | --- |
|        | 400.9 | 400.901           | 1904       | 1979          | Parní lokomotiva „Žerotín“, lokomotivka StEG Wien. Vyrobena pro dráhu Brno – Líšeň (původně označena 40.001) společně s lokomotivou 40.002 „Šembera“, která byla později podle schématu ČSD označena jako 400.902. V provozu od 1905, po elektrifikaci tratě a jejímu připojení k síti brněnských tramvají v roce 1943 byla využívána především pro dopravu vlečkových vlaků. 1947 prodána železničnímu vojsku v Pardubicích, později jezdila v Adastu Polička. 1978 vyřazena a převezena do České Třebové pro zamýšlený skanzen železničních vozidel, 1979 předána TMB. Dosud nerekonstruována. |
|        | Cil   | Cil 201           | 1904       | 1980          | Výrobce: Ringhofferovy závody. Klasický osobní železniční vůz 3. třídy vyrobený pro místní dráhu Brno – Líšeň. V provozu od 1905. Do TMB přišel v 80. letech 20. století, poté renovován. |
|        | Cil   | Cil 202           | 1904       | 1978          | Výrobce: Ringhofferovy závody. Klasický osobní železniční vůz 3. třídy vyrobený pro místní dráhu Brno – Líšeň. V provozu od 1905. Exponát TMB od druhé poloviny 70. let 20. století, kdy byly renovován ŽOS Krnov. |
|        | CDil  | CDil 301          | 1904       | 1979          | Osobní železniční vůz se služební oddílem výrobce Ringhofferovy závody. Klasický osobní železniční vůz 3. třídy se služebním oddílem vyrobený pro místní dráhu Brno – Líšeň. V provozu od 1905. V TMB od druhé poloviny 70. let 20. století, kdy byly renovován ŽOS Krnov. |

#### Bratislava (rozchod 1000 mm)
| Snímek | Typ | Ev. č. | Rok výroby | Historický od | Poznámky |
| ------ | --- | ------ | ---------- | ------------- | --- |
|        | mv  | 203    | 1930       | ?             | Výrobce: vagónka Studénka/Siemens. Motorový vůz se středním vstupem. V provozu od 1930, kolem roku 1940 přečíslován na ev. č. 23. Vyřazen v 70. letech 20. století a předán TMB. Nachází se v rozpracovaném stádiu renovace. |
|        | vv  | 101    | 1943       | 1974          | Výrobce: SGP Wien, 1943. V provozu od 1943, po vyřazení neznámo kdy předán do TMB, kde byl rekonstruován. |

#### Jablonec nad Nisou (rozchod 1000 mm)
| Snímek | Typ | Ev. č. | Rok výroby | Historický od | Galerie                                                        | Poznámky |
| ------ | --- | ------ | ---------- | ------------- | -------------------------------------------------------------- | --- |
|        | vv  | 44     | 1932       | 1979          |                                                                | Výrobce: Ringhofferovy závody. Byl dodán do Jablonce, kde s číslem 44 jezdil od roku 1932. 1957 přečíslován na ev. č. 188, v provozu do 1967. Poté předán do Liberce, zde kde byl v provozu od 1967 jako ev. č. 47. 1975 převeden mezi služební vozy (ev. č. 127) a opatřen atypickým modrým nátěrem (měl sloužit pro příležitostné jízdy). Vyřazen 1979, předán do TMB. Nacházel se v posledním provozním stavu s libereckým číslem a modrým nátěrem. V roce 2009 byl dlouhodobě zapůjčen do Liberce, kde byl od té doby do 2015 postupně rekonstruován Boveraclubem. |
|        | 6MT | 117    | 1953       | 1979          | Kategorie „Tram 117 (Jablonec nad Nisou)“ na Wikimedia Commons | Výrobce: Tatra Česká Lípa/BEZ-Škoda. Do Jablonce dodán 1953, provozován s číslem 117. V roce 1957 předán do Liberce, kde byl o 3 roky později označen ev. č. 47, od roku 1966 jako ev. č. 7. 1971 přeřazen mezi služební vozy a označen číslem 128, od 1973 č. 106, vyřazen 1979 a předán TMB. V roce 2001 byl dlouhodobě zapůjčen do Liberce, kde byl od té doby do 2011 postupně rekonstruován zásluhou Boveraclubu |

#### Olomouc
| Snímek | Typ | Ev. č. | Rok výroby | Historický od | Galerie                                             | Poznámky |
| ------ | --- | ------ | ---------- | ------------- | --------------------------------------------------- | --- |
|        | mv  | 205    | 1923       | 1971          | Kategorie „Tram 205 (Olomouc)“ na Wikimedia Commons | Výrobce: Ringhofferovy závody/ČKD. Původně dodaný do Prahy, kde jezdil s ev. č. 430. 1965/1966 předán do Olomouce, zde služební vůz ev. č. 205. Vyřazen, v DPMO renovován na osobní vůz v olomouckém stavu a 1974 předán TMB. |

#### Ostrava
| Snímek | Typ                                 | Ev. č. | Rok výroby | Historický od | Poznámky |
| ------ | ----------------------------------- | ------ | ---------- | ------------- | --- |
|        | XVII                                | 3      | 1894       | 1980          | Parní tramvajová lokomotiva „Witkowitz“, výrobce: Krauss Linz. Částečně renovována.                                                                               |
|        | vv                                  | 65     | 1914       | 1971          | Výrobce: vagónka Kopřivnice. Renovován. |
|        | mv                                  | 26     | 1923       | 1973          | Motorový vůz vlastní stavby (Společnost moravských místních drah).                                                                                                |
|        | motorový vůz KPS série 28–33        | 33     | 1927       | 2000          | Vagónka Kopřivnice/?. V roce 1970 přestavěn na služební vůz ev. č. 8033, vyřazen 1999 (?), kdy byl předán TMB. Nerenovován, ve stavu služebního vozu ev. č. 8033. |
|        | vv                                  | 177    | 1928       | 1984          | Vlečný vůz vlastní stavby (Společnost moravských místních drah).                                                                                                  |
|        | mv                                  | 103    | 1929       | 1989          | Nákladní motorový vůz vlastní stavby (Společnost moravských místních drah)/?. Dosud nerenovován.                                                                  |
|        | vlečný vůz KPS série 81–85, 186–220 | 184    | 1942       | ?             | Výrobce: Královopolská strojírna. Dosud nerenovován. |
|        | motorový vůz KPS série 36–65        | 56     | 1951       | 1986          | Výrobce: Královopolská strojírna/MEZ Drásov-ČKD. Dosud nerenovován.                                                                                               |
|        | elektrická lokomotiva               | 107    | 1954       | 1972          | Elektrická lokomotiva výrobce Škoda Plzeň, 1954. Typ Škoda 16E1. Renovována.                                                                                      |

##### Vítkovická závodní dráha
| Snímek | Typ | Ev. č. | Rok výroby | Historický od | Poznámky                                                             |
| ------ | --- | ------ | ---------- | ------------- | -------------------------------------------------------------------- |
|        | mv  | 3      | 1934       | 1976          | Výrobce: Vítkovické železárny. Renovován.                            |
|        | vv  | 104    | 1931       | 1974          | Výrobce: Vítkovické železárny. Od roku 1957 s ev. č. 254. Renovován. |

##### Slezské zemské dráhy (rozchod 760 mm)
| Snímek | Typ         | Ev. č. | Rok výroby | Historický od | Poznámky |
| ------ | ----------- | ------ | ---------- | ------------- | --- |
|        | mv S-A      | 5      | 1912       | 1979          | Výrobce: vagónka Kopřivnice/SSW. S číslem 5 provozován do roku 1956, kdy byl přečíslován na ev. č. 405. 1967 přeřazen mezi služební vozy, vyřazen 1973. Poté rekonstruován do stavu z 30. let 20. století a 1979 předán do TMB. |
|        | sv          | 452    | 1912       | 1973          | Výrobce: Grazer Waggon- & Maschinen-Fabriks-Aktiengesellschaft. V roce 1956 přečíslována na ev. č. 4088, vyřazena 1973. Poté předána TMB. |
|        | vv s-a      | 112    | 1913       | 1977          | Výrobce: vagónka Kopřivnice. Vůz vyřazen 1956 a předán na Vígľašskou lesní železnici, zde ev. č. 112. 1977 přepraven zpět do Ostravy (vozovna Poruba), zde odstaven, renovace vozu proběhla od roku 1986 v ŽOS Krnov, 1987 předán TMB.                                                                                             |
|        | Podvozek mv | 414    | 1914       | ?             | Výrobce: vagónka Kopřivnice. S číslem 414 provozován od roku 1956 (předtím číslo 14). Motorový vůz vyřazen 1973, původně určen pro TMB. Při přesunu na renovaci byla ale těžce poškozena vozová skříň, která byla roku 1976 zrušena. Oba podvozky byly zachovány a předány TMB. Roku 2002 byl jeden z nich získán zpět do Ostravy. |

##### Místní dráha Svinov – Kyjovice-Budišovice (normální rozchod, Slezské zemské dráhy)
| Snímek | Typ | Ev. č. | Rok výroby | Historický od | Poznámky                                                   |
| ------ | --- | ------ | ---------- | ------------- | ---------------------------------------------------------- |
|        | Ci  | Ci 103 | 1926       | 1980          | Osobní železniční vůz 3. třídy výrobce vagónka Kopřivnice. |

##### Místní dráha Ostrava – Karviná (rozchod 760 mm)
| Snímek | Typ    | Ev. č. | Rok výroby | Historický od | Poznámky |
| ------ | ------ | ------ | ---------- | ------------- | --- |
|        | K-L    | 1      | 1908       | 1972          | Elektrická lokomotiva výrobce Grazer Waggon- & Maschinen-Fabriks-Aktiengesellschaft. 1956 přečíslována na ev. č. 441. 1969 odstavena, 1972–1973 renovována, 1976 předána TMB. |
|        | mv K-C | 7      | 1920       | 1973          | Motorový vůz výrobce vagónka Kopřivnice. 1954 přečíslován na ev. č. 27, 1956 na ev. č. 427. Odstaven 1972, poté renovován a 1976 předán TMB.                                  |
|        | vv k-c | 117    | 1948       | 1973          | Vlečný vůz výrobce vagónka Studénka. 1954 přečíslován na ev. č. 140, 1956 na ev. č. 486. Vyřazen 1973, poté renovován a 1975 předán TMB.                                      |
|        | mv     | 31     | 1954       | 1973          | Čtyřnápravový motorový vůz výrobce Tatra Česká Lípa/ČKD. 1956 přečíslován na ev. č. 431. Vyřazen 1973, poté renovována a 1978 předán TMB.                                     |

#### Praha
| Snímek | Typ                                          | Ev. č. | Rok výroby | Historický od | Galerie                                             | Poznámky |
| ------ | -------------------------------------------- | ------ | ---------- | ------------- | --------------------------------------------------- | --- |
|        | Tramvaje Ringhoffer série 359–498, 2001–2317 | 2051   | 1927       | 1972          | Kategorie „Tram 2051 (Prague)“ na Wikimedia Commons | Motorový vůz výrobce vagónka Kolín. Renovován v DP Praha                                                      |
|        | Vlečné vozy Ringhoffer série 805–1219        | 1207   | 1931       | 1972          | Kategorie „Tram 1207 (Prague)“ na Wikimedia Commons | Vlečný vůz výrobce vagónka Kolín. Renovován v DP Praha                                                        |
|        | Vlečné vozy Ringhoffer série 1301–1580       | 1404   | 1933       | 1972          | Kategorie „Tram 1404 (Prague)“ na Wikimedia Commons | Vlečný vůz výrobce Ringhoffer. Přezdívka „krasin“. Mezi lety 1971 a 1972 renovován v DP Praha.                |
|        | Tramvaje Ringhoffer série 3005–3068          | 3005   | 1935       | 1972          | Kategorie „Tram 3005 (Prague)“ na Wikimedia Commons | Jednosměrný motorový vůz výrobce Ringhoffer. Přezdívka „ponorka“. Mezi lety 1971 a 1972 renovován v DP Praha. |
|        | Tatra T1                                     | 5064   | 1955       | 1978          | Kategorie „Tram 5064 (Prague)“ na Wikimedia Commons | Výrobní číslo 148 056. V roce 1978 vyřazen a předán TMB. V letech 1987–1991 renovován v DP Praha.             |

#### Trenčianska elektrická železnica (rozchod 760 mm)
| Snímek | Typ | Ev. č. | Rok výroby | Historický od | Poznámky |
| ------ | --- | ------ | ---------- | ------------- | --- |
|        | mv  | 3      | 1909       | 1981          | Motorový vůz výrobce vagónka Györ. Od 1924 u ČSD jako M 24.003. Od 1952 používán již jen jako záloha, 1957 prodán lesnímu závodu v Ľubochni. Exponát nemá elektrickou výzbroj, byl zrenovován v ŽOS Krnov. |
|        | nvv | 101    | 1909       | 1983          | Vlečný nákladní vůz výrobce vagónka Györ. Později u ČSD jako V/u 4430. Renovován |
|        | vv  | 12     | 1911       | 1981          | Vlečný vůz výrobce vagónka Ganz. Od 1924 (?) u ČSD jako C/u 301. Renovován v ŽOS Krnov. |

#### Československé státní dráhy
| Snímek | Typ (řada) | Ev. č. (označení) | Rok výroby | Historický od | Poznámky |
| ------ | ---------- | ----------------- | ---------- | ------------- | --- |
|        | 310.1      | 310.134           | 1900       | 1978          | Parní lokomotiva výrobce Sigl Wiener Neustadt. Neprovozní exponát, původně v provozu u KFNB, později u ČSD. Stroje téhož typu jezdily na trati Svinov – Kyjovice-Budišovice. Lokomotiva byla v roce 1975 použita při natáčení filmu Páni kluci. |
|        | T 200.0    | T 200.002         | 1931       | ?             | Motorová lokomotiva německé výroby. Dříve sloužila pro posun v rámci Technického muzea v Brně, později exponát. V roce 2003 předána NTM. |

### Silniční vozidla
Menší část sbírky Technického muzea v Brně tvoří silniční vozidla, tedy autobusy, trolejbusy, autobusové přívěsy a další speciální vozidla. Zejména v případě autobusů a trolejbusů je cílem TMB dokumentace monopolních výrobců těchto hromadných dopravních prostředků – Škody (trolejbusy) a Karosy (autobusy). K těmto kdysi dříve provozovaným ale i unikátním vozidlům rovněž patří trolejbusy Tatra z 50. let 20. století a některé další autobusy dokumentující provoz městské a příměstské dopravy v bývalém Československu. Pokud je to možné, dává TMB přednost vozidlům provozovaným v Brně. Kromě níže uvedených vozidel vlastní TMB také několik vraků různých typů autobusů a autobusových přívěsů, které jsou určeny pro případnou budoucí renovaci.

#### Trolejbusy
Ve sbírce TMB se nachází celkem 13 trolejbusů, které byly vyrobeny mezi lety 1941 a 2004.
| Snímek                          | Typ               | Provozovatel  | Ev. č. | Rok výroby | Historický od | Galerie                                                          | Poznámky |
| ------------------------------- | ----------------- | ------------- | ------ | ---------- | ------------- | ---------------------------------------------------------------- | --- |
| Škoda 3Tr v Brně (2013)         | Škoda 3Tr1        | DP Plzeň      | 101    | 1941       | 1973          | Kategorie „Trolleybus 101 (Plzeň)“ na Wikimedia Commons          | Třínápravový dvoudveřový vůz ze série prvních šesti trolejbusů pro plzeňskou síť, kde byl v provozu mezi lety 1941 a 1969; poté odprodán Stavebnímu bytovému družstvu Plzeň-Letná. V roce 1972 získán TMB, které jej následujícího roku zařadilo do svých sbírek. V roce 1989 zahájena rekonstrukce vozové skříně, která nebyla dokončena; vůz se dodnes nachází v rozpracovaném stavu. Oba trakční motory byly později renovovány ve Škodě Electric. Díky dochování většiny částí původní elektrické výzbroje existuje možnost renovovat vozidlo do původního a provozuschopného stavu.                                                                                        |
| Škoda 6Tr v Brně (2013)         | Škoda 6Tr2        | DP Plzeň      | 135    | 1949       | 1971          | Kategorie „Trolleybus 135 (Plzeň)“ na Wikimedia Commons          | Zástupce prvního dvounápravového škodováckého trolejbusu, zároveň také první poválečný typ tohoto výrobce. Jediný svého typu, který jezdil v Plzni (1950–1971), ostatních 15 vyrobených kusů bylo dodáno do Brna. V průběhu své služby prodělal generální opravu (GO) s dosazením elektrické výzbroje z typu 8Tr. Zakoupen od DP Plzeň v roce 1971, roku 1973 renovován s využitím součástek z vraků trolejbusů 6Tr v Brně a okolí do tzv. názorného řezu. Jako statický exponát sloužil do konce 90. let, v letech 1998–2003 zrekonstruován ve vozovně Komín do původní podoby (s ponecháním motorkompresorového soustrojí osazeného při GO). Jediný dochovaný vůz svého typu. |
| Tatra 400 v Brně (2013)         | Tatra 400/IIIA    | DP Ostrava    | 19     | 1953       | 1972          | Kategorie „Trolleybus 19 (Ostrava)“ na Wikimedia Commons         | Nejrozšířenější typ trolejbusů Tatra; tento konkrétní vůz patří do III. výrobní série s lehce upraveným čelem a vynovenou elektrickou výzbrojí. Součást dodávky 20 trolejbusů do Ostravy. V provozu 1953–1971, v roce 1972 odkoupen TMB a v letech 1972 a 1973 renovován v trolejbusové vozovně ostravského DP. |
| Škoda 7Tr v Brně (2013)         | Škoda 7Tr4        | DP Brno       | 31     | 1954       | 1972          | Kategorie „Trolleybus 31 (Brno)“ na Wikimedia Commons            | Nástupce typu 6Tr a vůbec první renovovaný trolejbus ve sbírce TMB. V roce 1954 dodán brněnskému dopravnímu podniku, kde zůstal v provozu nejdéle ze všech ostatních vozů 7Tr. Původně označen číslem 31, od roku 1969 nesl číslo 3031, odstaven v roce 1971. Roku 1972 předán TMB, téhož roku v ústředních dílnách DPmB renovován do původního stavu. Jediný dochovaný vůz svého typu. |
| Škoda 8Tr v Brně (2013)         | Škoda 8Tr5        | DP Bratislava | 141    | 1958       | 1975          | Kategorie „Trolleybus 141 (Bratislava)“ na Wikimedia Commons     | Pokračovatel typu 7Tr s téměř shodnou karoserií. Tento vůz jezdil společně s dalšími 56 vozidly téhož typu v letech 1958–1975 v Bratislavě, po vyřazení předán v roce 1975 TMB a v bratislavském DP ještě téhož roku renovován do původního stavu. |
| Tatra 401 v Brně (2012)         | Tatra 401         | DP Praha      | 461    | 1958       | 1973          | Kategorie „Trolleybus 461 (Prague)“ na Wikimedia Commons         | Unikátní prototyp a poslední trolejbus značky Tatra, mělo se jednat o nástupce typu T 400. Vozidlo prodělalo v letech 1958–1961 zkoušky v Praze, přičemž v roce 1960 bylo i ve zkušebním provozu s cestujícími. Roku 1962 jej získal hlavní konstruktér Tatry Vladimír Popelář a od něj později podnikové muzeum Tatry Kopřivnice. V roce 1973 předán TMB, o dva roky později byla zahájena jeho renovace v ostravském DP. Roku 1985 převezen v rozpracovaném stavu zpět do Brna, od té doby pomalu probíhá jeho postupná kompletace a rekonstrukce náprav a elektrické výzbroje. Po dokončení dlouhodobé renovace by měl být zprovozněn.                                       |
| Škoda T 11 v Brně (2012)        | Škoda T 11/0      | DP Plzeň      | 248    | 1967       | 1980          | Kategorie „Trolleybus 248 (Plzeň)“ na Wikimedia Commons          | Trolejbus unifikovaný s autobusem typu Karosa ŠM 11, vyrobeno však bylo pouze osm kusů. Tento vůz z ověřovací série sloužil jako prezentační vozidlo Škody Ostrov, zkoušen byl v roce 1968 v Kyjevě, na Krymu a v Brně (zde s č. 55). Roku 1970 ho zakoupil plzeňský DP, který jej do roku 1980 provozoval s číslem 248. Tehdy trolejbus odkoupilo TMB, které ho v průběhu let 1980 a 1981 nechalo renovovat v DP Ostrava. Jediný dochovaný vůz svého typu. |
| Škoda 9Tr v Brně (2012)         | Škoda 9Tr17       | DP Brno       | 3076   | 1971       | 1985          | Kategorie „Trolleybus 3076 (Brno)“ na Wikimedia Commons          | Představitel nejpočetnějšího československého trolejbusu v původním výrobním provedení s odporovou regulací a vzduchovým posilovačem řízení. V provozu byl v Brně mezi lety 1971 a 1985, na přelomu let 1985 a 1986 předán TMB, přičemž následně proběhla v ústředních dílnách brněnského DP renovace vozidla. Jedná se o nejstarší trolejbus typu 9Tr dochovaný v Česku. |
| Škoda-Sanos S 200 v Brně (2006) | Škoda-Sanos S 200 | DP Zlín       | 70     | 1982       | 1994          | Kategorie „Trolleybus 70 (Zlín-Otrokovice)“ na Wikimedia Commons | Kloubový trolejbus vyrobený ve spolupráci jugoslávské firmy FAS (karoserie) a české Škody Ostrov (el. výzbroj). Tento druhý prototyp byl zkoušen v roce 1982 v Gottwaldově, definitivně sem byl dodán o rok později (č. 70). V roce 1990 přečíslován na č. 301, ve Zlíně zůstal v provozu do roku 1994, kdy byl předán TMB. Od roku 2008 odstaven kvůli špatnému technickému stavu. V letech 2019–2025 renovován v Dopravní společnosti Zlín-Otrokovice do původního stavu s č. 70. |
| Škoda 14Tr v Brně (2011)        | Škoda 14Tr01      | DP Brno       | 3173   | 1983       | 2000          | Kategorie „Trolleybus 3173 (Brno)“ na Wikimedia Commons          | Trolejbus typu 14Tr z první výrobní série byl v provozu v Brně v letech 1983–1999. V roce 2000 předán TMB, následně v letech 2000 a 2001 provedena ve vozovně Komín renovace do stavu po roce 1986, kdy byla ve výrobním závodě v Ostrově zesílena karoserie. |
| Škoda 17Tr v Brně (2012)        | Škoda 17Tr        | DP Ostrava    | 3903   | 1988       | 2007          | Kategorie „Trolleybus 3903 (Ostrava)“ na Wikimedia Commons       | Původně funkční vzorek, součást unifikované řady autobusů B 831 a trolejbusů 17Tr vyvíjených ve druhé polovině 80. let. Po zastavení projektu (vyrobeny 3+3 kusy) nadále zkušební vůz Škody Ostrov, odstaven v 90. letech. Následně odkoupen ostravským DP, osazen elektrickou výzbrojí z typu 14Tr a v letech 2000–2007 provozován na běžných linkách. V roce 2007 byl po vyřazení odkoupen TMB. |
|                                 | Škoda 15TrR       | DP Brno       | 3501   | 1990       | 2017          |                                                                  | Jeden ze tří brněnských kloubových trolejbusů 15Tr druhé výrobní série. V roce 2004 modernizován na 15TrR (15TrM), v provozu do roku 2016, poté odstaven. V roce 2017 odkoupen TMB. |
| Škoda 21Tr v Brně (2025)        | Škoda 21Tr        | DP Brno       | 3063   | 2004       | 2025          | Kategorie „Trolleybus 3063 (Brno)“ na Wikimedia Commons          | Zástupce prvních českých nízkopodlažních trolejbusů, které postupně v počtu 64 kusů jezdily i v Brně, jež se tak stalo jejich největším provozovatelem. Podle výrobního čísla předposlední trolejbus vyrobený ve Škodě Ostrov a jeden z osmi vozů 21Tr s IGCT tyristory. V letech 2004–2015 v provozu v Jihlavě (č. 61), v roce 2016 odkoupen DPMB. Po opravě a úpravě do stavu odpovídajícím ostatním brněnským vozům byl v Brně provozu v letech 2016–2025. V únoru 2025 jako poslední zakončoval pravidelný provoz typu 21Tr v Brně. Od srpna 2025 v majetku TMB. |

#### Autobusy
| Snímek | Typ                         | Provozovatel                    | Ev. č. | Rok výroby | Historický od | Galerie                                                 | Poznámky |
| ------ | --------------------------- | ------------------------------- | ------ | ---------- | ------------- | ------------------------------------------------------- | --- |
|        | Škoda 706 RO                | DP Jihlava                      | 22     | 1947       | 1974          | Kategorie „Bus 22 (Jihlava)“ na Wikimedia Commons       | Po vyřazení z osobní dopravy služební vůz ev. č. 122. 1974 převezen z Jihlavy do Brna-Líšně, nebyl však zařazen do sbírek a chátral. Renovován 1984–1988.                                                                                            |
|        | Praga RND                   | soukromý majitel                | 53     | 1949       | 1988          | Kategorie „Bus 53 (Brno)“ na Wikimedia Commons          | V provozu 1949–1964 Krajské oblastní divadlo Pardubice, od 1964 n. p. Kniha, od 1969 Svazarm Transporty Chrudim, od 1971 soukromý majitel. Do TMB odprodán 1988, renovován 1989 do stavu brněnského autobusu Praga RND ev. č. 53.                    |
|        | Tatra 500 HB                | ČSAD                            | -      | 1956       | 1999          | Kategorie „Tatra 500 HB (TMB)“ na Wikimedia Commons     | Zařazen do sbírek 1999. Postupně zrenovován 2001 (DPMB), 2002–2004 (Dopravní společnost Zlín-Otrokovice), 2004–2011 (OLPAS Moravia Krnov), 2011–2013 (TMB).                                                                                          |
|        | Škoda 706 RTO MTZ           | DP Brno                         | 202    | 1967       | 1979          | Kategorie „Bus 202 (Brno)“ na Wikimedia Commons         | V roce 1969 přečíslován na ev. č. 2202, v provozu do 1979, kdy byl předán TMB a renovován v ČSAO Gottwaldov |
|        | Ikarus 630                  | ?                               | -      | 1967       | 2015          |                                                         | V roce 2015 získalo TMB z Písku autobus Ikarus 630. Později byla zahájena jeho renovace. |
|        | Karosa ŠL 11.1305           | soukromý majitel                | -      | 1971       | 2004          | Kategorie „Karosa ŠL 11 (TMB)“ na Wikimedia Commons     | První majitelem vozu byl Státní statek Klecany, poslední majitel – soukromá osoba z Oldřichova. V TMB od 2004, kdy byla rovněž zahájena renovace (spolupráce TMB a DPMB). Ta byla dokončena 2009, vůz ve stavu ČSAD.                                 |
|        | Jelcz 272 MEX               | soukromý majitel                | -      | 1975       | 2013          |                                                         | Autobus upravený na pojízdnou prodejnu, odstavený v obci Roseč, byl v roce 2013 odkoupen Technickým muzeem. V roce 2015 byla započata renovace. |
|        | Karosa ŠM 11.1630MOC        | DP Brno                         | 2834   | 1980       | 1986          | Kategorie „Bus 2834 (Brno)“ na Wikimedia Commons        | Vyřazen z provozu 1986 a předán TMB. Renovace v DPmB 1987–1988. |
|        | Ikarus 553.04 LUX           | SDH Senetářov                   | -      | 1980       | 2019          | Kategorie „Ikarus 553 (TMB)“ na Wikimedia Commons       | TMB získalo autobus v roce 2019 od obce Senetářov, jejíž dobrovolní hasiči byli posledními provozovateli vozu. |
|        | Karosa B 732.20             | DP Brno                         | 7216   | 1988       | 1999          | Kategorie „Bus 7216 (Brno)“ na Wikimedia Commons        | V provozu do roku 1999. Poté předán TMB, v posledním provozním stavu. |
|        | Karosa B 831                | Karosa                          | -      | 1988       | 1995          | Kategorie „Bus B2U“ na Wikimedia Commons                | Prototyp autobusu označený jako B2U testovaný u výrobce, nebyl v pravidelném provozu. 1995 věnován TMB. |
|        | Ikarus 280.08               | DP Brno                         | 2090   | 1989       | 2005          | Kategorie „Bus 2090 (Brno)“ na Wikimedia Commons        | Dvoučlánkový (kloubový) autobus. Při generální opravě v roce 1995 zřejmě zaměněn zadní článek s pražský ikarusem ev. č. 4443. V provozu do roku 2001, kdy byl předán TMB, renovován 2005 v TMB a ČSAD Jablonec nad Nisou.                            |
|        | Karosa C 744.24             | Dopravní podnik Ústeckého kraje | -      | 1990       | 2013          | Kategorie „Karosa C 744 (TMB)“ na Wikimedia Commons     | Dvoučlánkový (kloubový) autobus. V letech 1990–1993 u ČSAD Prunéřov, 1993–2004 u ČSAD BUS Ústí nad Labem, 2004–2008 u Dopravního podniku Ústeckého kraje. Poté v letech 2008–2013 v majetku Karlovarského dopravního muzea, v roce 2013 darován TMB. |
|        | Karosa B 732.1670 „Legobus“ | Karosa                          | -      | 1993       | 1995          | Kategorie „Karosa B 732.1670“ na Wikimedia Commons      | Prototyp autobusu označený jako B19 testovaný u výrobce. 1995 věnován TMB. 1997 zapůjčen na letiště Brno-Tuřany, 2005 vrácen zpět TMB a renovován.                                                                                                   |
|        | Ikarus 412.02               | DP Karlovy Vary                 | 339    | 1995       | 2011          | Kategorie „Bus 339 (Karlovy Vary)“ na Wikimedia Commons | V provozu v letech 1996–2011, od 2011 v TMB. |
|        | Škoda 21Ab                  | DP Karlovy Vary                 | 362    | 1995       | 2006          | Kategorie „Bus 362 (Karlovy Vary)“ na Wikimedia Commons | Do roku 2000 zkušební a předváděcí vůz výrobce. 2000 odkoupen Dopravním podnikem Karlovy Vary, který jej provozoval s ev. č. 362. 2006 odprodán TMB.                                                                                                 |
|        | Karosa B 931.1675           | DP Brno                         | 7425   | 1998       | 2015          | Kategorie „Bus 7425 (Brno)“ na Wikimedia Commons        | Jeden z prvních vozů tohoto typu v Brně. V provozu mezi lety 1998 a 2015, kdy byl odprodán TMB. V roce 2009 prodělal generální opravu, při níž obdržel přední masku dle typu B 951E.                                                                 |
|        | SOR B 9,5                   | Arriva Morava                   | -      | 2003       | 2016          |                                                         | Mezi lety 2003 a 2006 v provozu na linkách MHD Nový Jičín, v letech 2006–2016 na linkách MHD Studénka, poté předán TMB. |
|        | Irisbus Citybus 12M 2071.40 | DP Brno                         | 7630   | 2005       | 2015          | Kategorie „Bus 7630 (Brno)“ na Wikimedia Commons        | Poslední dodaný brněnský Citybus, v provozu v letech 2005–2015, kdy byl odprodán TMB. |
|        | SOR NB 12                   | Arriva autobusy                 | -      | 2011       | 2022          |                                                         | Původně předváděcí vůz výrobce, od roku 2012 v provozu u Veolia Transport Morava/Arriva Morava/Arriva autobusy na linkách MHD v Šumperku (do 2017), Bruntále (2018) a Třinci (2018–2021). Roku 2022 jej získalo TMB.                                 |

#### Autobusové přívěsy
Ve sbírce TMB se nachází celkem 3 autobusové přívěsy, které byly vyrobeny mezi lety 1950 a 1972.
| Snímek                    | Typ         | Provozovatel         | Ev. č. | Rok výroby | Historický od | Galerie                                                              | Poznámky |
| ------------------------- | ----------- | -------------------- | ------ | ---------- | ------------- | -------------------------------------------------------------------- | --- |
|                           | Karosa D 4  | DP Plzeň             | 56     | 1950       | 1991          | Kategorie „Bus trailer 56 (Plzeň)“ na Wikimedia Commons              | Jeden z poválečných typů autobusových přívěsů vyráběných Karosou s karoserií podobnou autobusu Praga RN/RND. Tento vůz byl v provozu v letech 1950–1973 u plzeňského dopravního podniku, kde byly přívěsy využívány jak u autobusů, tak i trolejbusů. Následně byl v majetku Železničního stavitelství Praha, od kterého jej v roce 1990 získalo TMB. Do sbírky vozidel MHD byl zařazen roku 1991, od té doby čeká v nálezovém stavu na renovaci. |
| Karosa B 40 v Brně (2008) | Karosa B 40 | DP Jablonec n. Nisou | 48     | 1959       | 1989          | Kategorie „Bus trailer 48 (Jablonec nad Nisou)“ na Wikimedia Commons | Představitel posledního typu autobusových přívěsů vyráběných v Československu. Vozy B 40, které konstrukčně vycházely z autobusů Tatra 500 HB, byly původně vyráběny Karosou, od roku 1957 následně v Letňanských strojírnách. Většinou jezdily u podniků ČSAD, v některých městech ale byly i součástí provozu MHD. Zachovaný přívěs pochází z ČSAD Telnice, kde v posledních letech sloužil jako pojízdný sklad. TMB jej získalo darem v roce 1989. Po získání původních dílů z dalších vraků tohoto typu byla v letech 1994–2000 provedena renovace v dílnách brněnského dopravního podniku, při které vůz získal podobu z DP Jablonce nad Nisou. |
| Jelcz PO-1E v Brně (2005) | Jelcz PO-1E | soukromý majitel     | 01     | 1972       | 2014          | Kategorie „Jelcz PO-1 (TMB)“ na Wikimedia Commons                    | Přívěs polské společnosti Jelcz, designově odvozený od autobusu Škoda 706 RTO, jenž byl u téže firmy licenčně vyráběn. Vůz vyrobený v roce 1972 pochází zřejmě od armády. TMB ho získalo v okolí Písku v roce 2002, do sbírky byl zařazen až v roce 2014 při zahájení jeho renovace do stavu olomouckého přívěsu ev. č. 01, která byla dokončena v roce 2019. |

#### Speciální vozidla
| Snímek | Typ                    | Provozovatel | Ev. č. | Rok výroby | Historický od | Galerie                                                    | Poznámky |
| ------ | ---------------------- | ------------ | ------ | ---------- | ------------- | ---------------------------------------------------------- | --- |
|        | Tatra 111              | HZS Břeclav  | -      | 1953       | 2005          | Kategorie „Tatra 111 (TMB)“ na Wikimedia Commons           | Hasičský autojeřáb zařazený do sbírky jako technologické vozidlo MHD. Získán v roce 2005 od hasičského záchranného sboru v Břeclavi. Na přelomu let 2008 a 2009 částečně renovován ve firmě Multistav v Němčicích nad Hanou (nástavba a samotný jeřáb), poté opravy v režii TMB (kabina, podvozek, motor). |
|        | Praga S5T              | Škoda Ostrov | -      | 1968       | 2004          | Kategorie „Praga S5T (TMB)“ na Wikimedia Commons           | Montážní vůz trolejového vedení. V provozu od 1969 do 2004, využíván Škodou Ostrov pro údržbu zkušební trolejbusové trati Ostrov – Jáchymov. Do TMB odprodán pro zrušení výroby trolejbusů v Ostrově v roce 2004. V posledním provozním stavu.                                                             |
|        | Škoda 706 RT Schörling | DP Brno      | 5003   | 1968       | 1997          | Kategorie „Service truck 5003 (Brno)“ na Wikimedia Commons | Montážní vůz trolejového vedení. Renovován. |

## Další vozidla

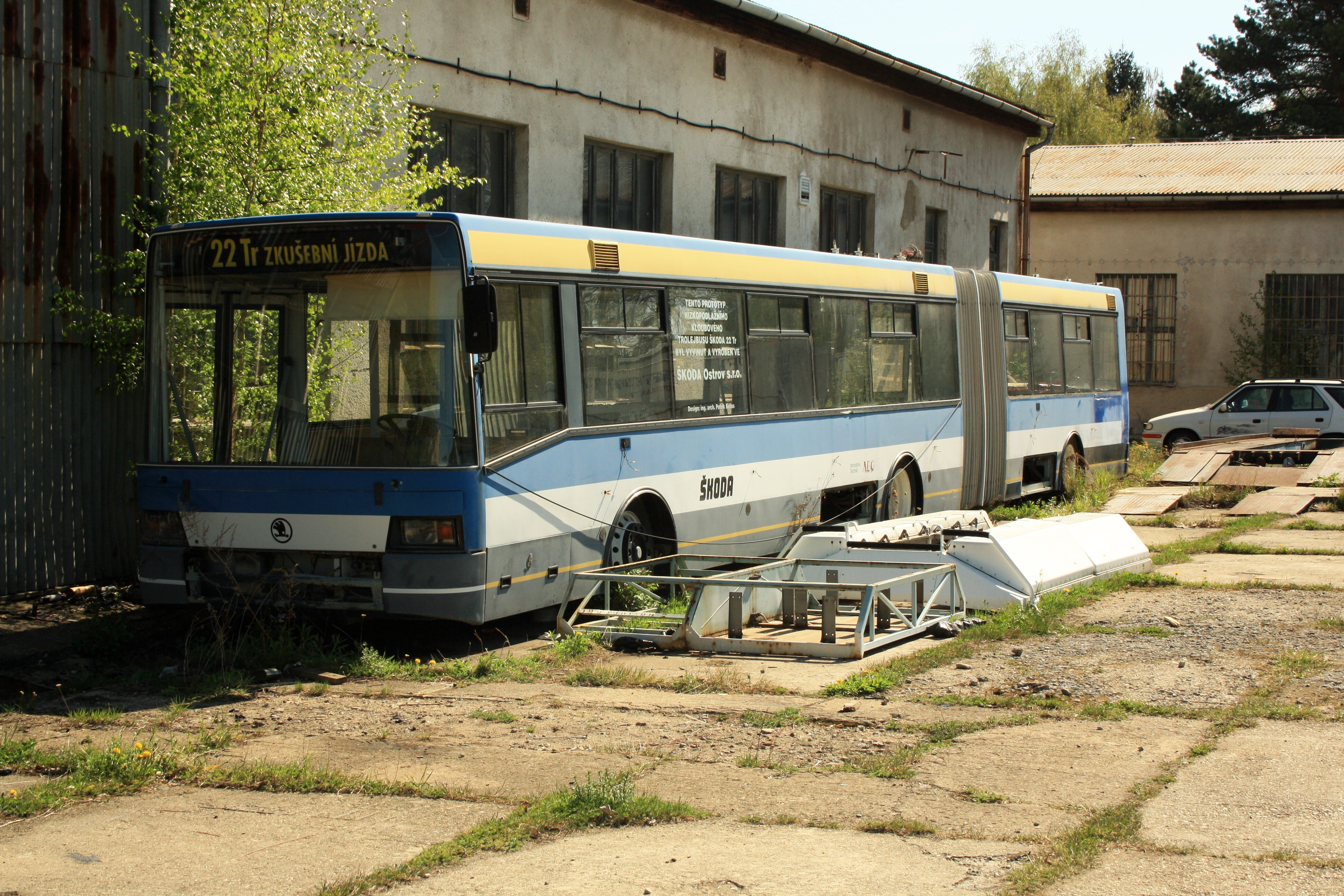
Odstavený a částečně rozebraný prototyp trolejbusu Škoda 22TrG

Kromě výše uvedených vozů prošlo Technickým muzeem v Brně několik dalších vozidel, jejichž osud lze rozdělit do několika skupin.
Do jedné z těchto skupin lze zařadit například brněnský autobus Praga NDO či rychlodrážní jednotku Tatra R2. Prototypová jednotka R2, původně vyrobená pro pražské metro jako Tatra R1, byla do TMB převezena, kvůli nedostatku prostoru ale chátrala pod širým nebem a později byla sešrotována. Autobus NDO ev. č. 72 z roku 1948 byl nalezen kompletní bez motoru v JZD Kobylnice. Vůz byl přetažen do líšeňského areálu, kde rovněž stál několik let na volné ploše. Po přistavení do Ústředních dílen DPmB byla shledána jeho renovace prakticky již nemožnou a tak byl sešrotován. Vrak brněnského autobusového přívěsu Sodomka RPA ev. č. 103 z roku 1942 byl objeven v roce 1990, roku 1999 byl přistaven na renovaci do firmy KOS Krnov. Vzhledem k technologické náročnosti a stavu karoserie (rozsáhlá koroze) byl ale přívěs v roce 2008 vyřazen ze sbírek muzea.
Několik vozidel bylo začátkem 21. století předáno z TMB místním dopravním podnikům. Jedná se o dvě bratislavské tramvaje (ev. č. 18 a 31), které byly Dopravnému podniku Bratislava předány v roce 2002. Vůz ev. č. 18 byl v letech 2002–2005 zrekonstruován, přičemž kvůli špatnému stavu vozové skříně musela být postavena její replika. Tramvaj ev. č. 31 je v Bratislavě renovována od roku 2005, rovněž bylo přistoupeno ke stavbě nové karoserie. V roce 2002 byly vráceny Dopravnímu podniku Ostrava dva exponáty: podvozek úzkorozchodného motorového vozu č. 14 Slezských zemských drah a úzkorozchodný šípový pluh č. 502 rovněž původně provozovaný Zemskými drahami (pozměněný název Slezských zemských drah v letech 1945–1949). Do svého původního působiště byl v roce 2004 také předán košický motorový vůz ev. č. 1, který na svoji rekonstrukci stále čeká.
Brněnské tramvaje ev. č. 107 (motorový vůz) a 215 (vlečný vůz) byly rovněž původně v majetku TMB. Motorový vůz ev. č. 107 (původně ev. č. 148, rok výroby 1943) sloužil jako služební vozidlo muzea (pro posun apod.) od roku 1972, kdy byl vyřazen z osobní dopravy. Roku 1989 byl vrácen Dopravnímu podniku města Brna, který jej opravil. Vlečný vůz ev. č. 215 (rok výroby 1926) byl renovován již v roce 1969, do TMB přišel roku 1971 společně s prvními exponáty. V roce 1989 byl s motorovým vozem ev. č. 107 předán zpět DPmB, který tuto soupravu začal využívat pro prezentační účely, objednané jízdy či historickou linku.
Další skupinu tvořila vozidla, která, ač nebyla v majetku TMB, nacházela se v jeho areálech. Jednalo se o zrenovovaný olomoucký motorový vůz ev. č. 16, který patří Dopravnímu podniku města Olomouce a který byl v TMB kvůli nedostatku prostor v Olomouci deponován v letech 1999–2023, či první prototyp kloubového trolejbusu Škoda 22Tr, původně majetek občanského sdružení Za záchranu historických trolejbusů a autobusů. Ten byl v roce 2010 odkoupen TMB a později rozebrán.
Kromě výše uvedených vozů se v líšeňském depozitáři nachází také různé pracovní a nákladní vozíky a motorový univerzální vozík MUV 69 určený pro posun. Nejedná se však o muzejní exponáty.